# Microeca
Microeca é um género de ave da família Petroicidae. 
Este género contém as seguintes espécies:
- Microeca fascinans
- Microeca flavigaster
- Microeca flavovirescens
- Microeca griseoceps
- Microeca hemixantha
- Microeca papuana